# Земский собор 1612 года
Земский собор 1612 года — земский собор (совещание) о защите от агрессии врагов русской земли, управлении государством до избрания Государя, сношений с иностранными странами.
Собор работал в Ярославле, в течение 1612 года и до Земского собора 1613 года, состоя в различное время из трёх главных элементов того времени: духовенства, служилых и посадских людей.

## Предыстория
Основная статья Смутное время.
Сборным пунктом Второго народного ополчения был Ярославль. Князь Д. М. Пожарский и «всех чинов люди» оттуда отправляет грамоты начиная с 7 апреля 1612 года, в которых, прося у городов материальной поддержки, просят в то же время прислать к ним «изо всяких чинов людей человека по два по три» «для земского совета» или «совет свой отписали руками», о том, как в трудное время стоять против врагов русской земли, как ссылаться без царя с иностранными государями и как устраивать впредь государственный порядок. Из грамот видно, что города призывали дать своим выборным инструкции не только об избрании царя, но и об управлении государством до его избрания. В войсках второго ополчения было желание вручить управление государством представителям земщины, а не личному усмотрению немногим избранных вождей. О сборе в Ярославле собора, можно догадываться по документам. В самих грамотах исполнительной власти того времени записано: «по боярскому приговору и совету всей земли», «по указу всей земли», «по приговору всей земли». Эти грамоты указывают, что соборное начало находилось в большом почёте в Земском ополчении 1612 года. В летописях того времени встречаются упоминания, что в Ярославле дела решались «всей ратью» «всеми ратными людьми», чего нельзя понимать буквально, в связи с тем, что не могла вся масса ополченцев принимать решения, в том числе и дипломатического характера. Также в летописях упомянуты при решении земских и ратных дел духовенство и посадские люди. Боярская дума (Семибоярщина) не могла быть в Ярославле, бояре во главе с Ф. И. Мстиславским сидели в Москве и творили волю поляков, но в рати Д. М. Пожарского оказались два боярина — В. П. Морозов, князь В. Т. Долгорукий и окольничий С. В. Головин. К ним присоединились высшие начальники, так что бояре и воеводы этого ополчения представляли собой «синклит», и Боярскую думу в расширенном составе. В летописях отражено, что при прибытии в Ярославль князя Д. М. Пожарского, К. Минин созвал «всю рать свою, властей призвав и посадских людей» и обсуждали «какобы земскому делу было прибыльней», какой политики держаться относительно Швеции и бродячих казаков. Решено послать в Новгород посольство, чтобы уладить нейтралитет шведов, а против казаков воевать. В июле 1612 года снова возникла нужда отправить в Новгород послов по делу о кандидатуре на русский престол шведского принца. Летопись отмечает, что по этому делу: «Московского…. государства народ, митрополит Кирилл и начальники и все ратные люди» писали, что они шведскому королевичу «все рады», если он примет православие. Данная грамота написана от «всех чинов всяких людей всех городов». Как известно, на жизнь князя Д. М. Пожарского было совершено покушение в Ярославле. Виновного поймали и, как сообщает летопись, приговорили соборным решением: «всею ратью и посадские люди к пытке и пытав его, он всё рассказал и товарищей своих выдал, и они же повинившись и землёю же их всех разослали по городам и темницам».
Соборное начало применялось и после освобождения Москвы от поляков. Грамота земского ополчения в Новгород свидетельствует, что в первые две недели ноября 1612 года, после освобождения Москвы от поляков, в Москве уже подумали о созыве Земского собора 1613 года, послав грамоты в Астрахань, Казань, Нижний Новгород, на Север и во все города Московского государства, просив прислать выборных людей по 10 человек, из всяких чинов, для государственных и земских дел.
В 1612 году в Ярославле проездом находился посол германского императора Матвея — Иосиф Грегори, возвращающийся из Персии. На прощальном приёме у князя Д. М. Пожарского они разговаривали о Смуте в Московском государстве и о том, что польский король не дал в русские цари своего сына и что трудно быть в такое время государству без Государя, который смог бы прекратить кровопролитие. Грегори предложил князю Дмитрию Михайловичу выбрать в цари Максимилиана III (Борис Годунов предполагал его в мужья своей дочери Ксении), брата германского императора Матвея и уверял, что это послужит прекращению всех бедствий. Князь Пожарский согласился и отправил с Грегори своего посла Еремея Еремеева с письмом в императору Матвею, подписанное 24-мя человеками, прося денежной помощи и содействия прекращения войны с Речью Посполитой. Вернувшись в отечество посол Грегори передал весь разговор императору и известил, что его просят на Московское государство, но Максимилиан ответил, что он стар и немощен и желает быть в покое. Тогда император велел Грегори уведомить князя Д. М. Пожарского, что он может предложить на Московское государство своего двоюродного брата Максимилиана и что с этой целью отправил послов для переговоров в Москву и к польскому королю.

## Ход Земского собора
В 1612 году, по решению властей, в Москву начали съезжаться для «великого земского дела» различные чины «всей земли». Перед началом Собора был назначен трёхдневный пост, а затем уже начались совещания Собора. По праву своего рода ведущим был избран (назначен) князь Иван Фёдорович Мстиславский. Русский национальный герой Дмитрий Михайлович Пожарский пользовался на Соборе тоже большим влиянием — он направлял прения и ими руководил. Собор отказался от мысли о выборе в цари иностранного королевича, представил возможность высказаться тем группам выборных людей которые это пожелали и которые хотели иметь царя из прирождённых русских. Группы эти были многочисленны, потому что много «княжат» и родословных людей из бояр считались достойными кандидатами в цари. На Соборе назывались кандидаты на престол из которых князь И. Ф. Мстиславский и князь Василий Васильевич Голицын имели наибольшее предпочтение. Пререкания возникшие между этими кандидатами и группами сторонников поддерживающие кандидатов возникли немалые волнения и как сказано в Новом летописце: «многие же от вельмож, желающие царём быть, подкупались. многим давались обещания и дары». Долго не могли прийти чины Собора к единомыслию относительно избрания кого-либо в цари. Сохранились известия, что Собор несколько раз расходился и даже разъезжались из Москвы, не порешив ничего. Разногласия и нерешительность избирателей привела к тому, что необходимо остановиться на выборе в цари такого кандидата, которое находилось бы в родстве с прежней царской династией и явилось бы ей продолжателем. Этим решением Собор надеялся примирить враждующие между собой княжеские и боярские кружки.
После чего Собор прервал свою работу на выяснение прирождённых кандидатов от «царского корня».

## Историки о Земском соборе
Профессор С. Ф. Платонов, тщательно изучив вопрос, отмечал, что среди подобных общесословных советов крупных северных городов, особенно отличался «Ярославский совет», который в то время считал себя сосредоточением северных областей. В совете принимали участие представители всех сословий, но историк отмечал, что совет начал работу годом ранее, в 1611 году, приводя в свидетельство ряд грамот и «целовальных записей» того времени: «от всесловных советов в отдельных городах был один шаг до советов нескольких городов и этот шаг был сделан в 1611 году». Прокопий Ляпунов в грамоте от 31 января 1611 года призывает рязанцев прислать в Нижний Новгород «всяких чинов добрых людей для совета». В Калугу П. Ляпунов ради той же цели послал своего племянника с дворянами.
Н. И. Костомаров при изучении Смутного времени, говоря об ополчении, сообщал, не указывая на источники, что у князя Д. М. Пожарского было желание окружить себя земским собором, правильно выбранным, который бы имел право решать судьбу всей земли. Другие историки писали, что начальники распоряжались именем земского собора, но отсюда ещё нельзя заключить о действительном существовании при князе Д. М. Пожарском совета выборных от земщины. В Смутное время, до образования 2-го ополчения, зачастую злоупотребляли именем земщины и приписывали дела, в которых она не участвовала. Так земщине приписывают в официальных грамотах выбор на царство князя В. И. Шуйского и королевича Владислава, тогда, как и то и другое было делом немногих имевших тогда власть.
И. Е. Забелин в историческом исследовании «Минин и Пожарский, прямые и кривые в Смутное время» писал следующее: «Нельзя совсем отрицать, что князь Д. М. Пожарский вовсе был чужд мысли о выборе на царство и его, наряду с другими кандидатами. В его положении, как уже избранного всеми чинами воеводы Земского ополчения, это было как нельзя более естественно и даже соблазнительно. Но пред всенародным множеством, по своему характеру, он конечно относился к этому делу кротко и скромно».